# Sport à Toulouse

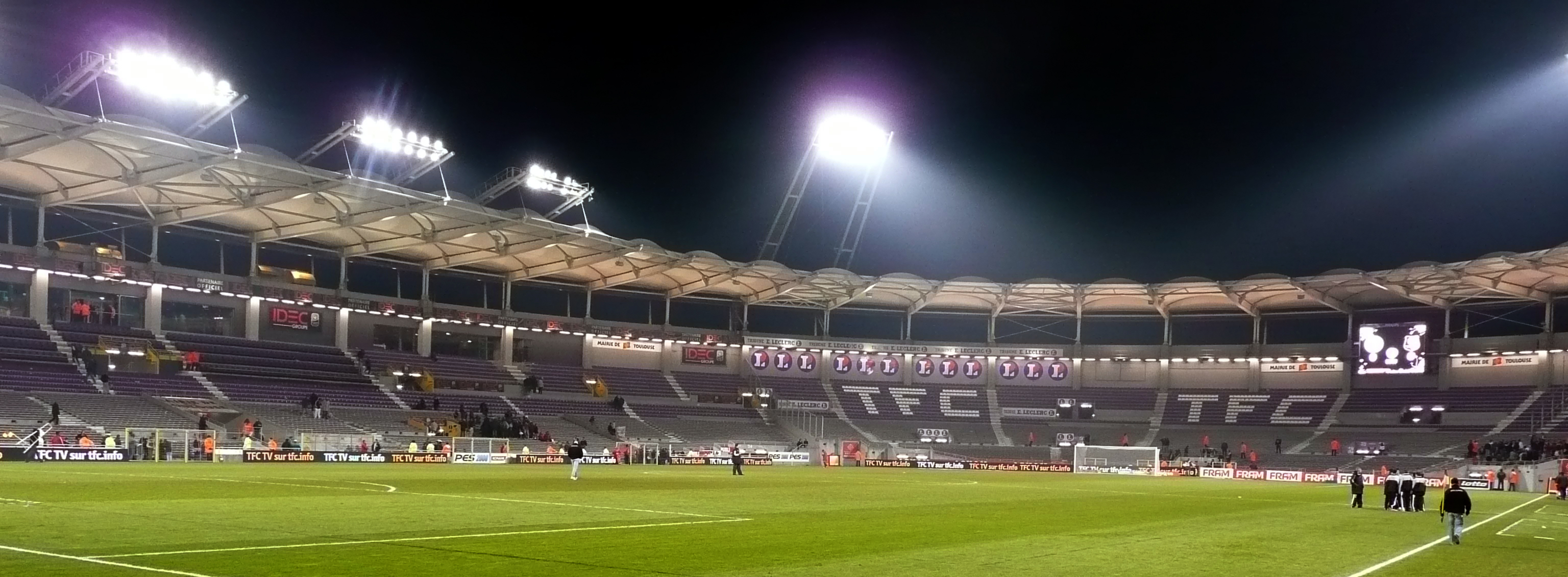
Stadium

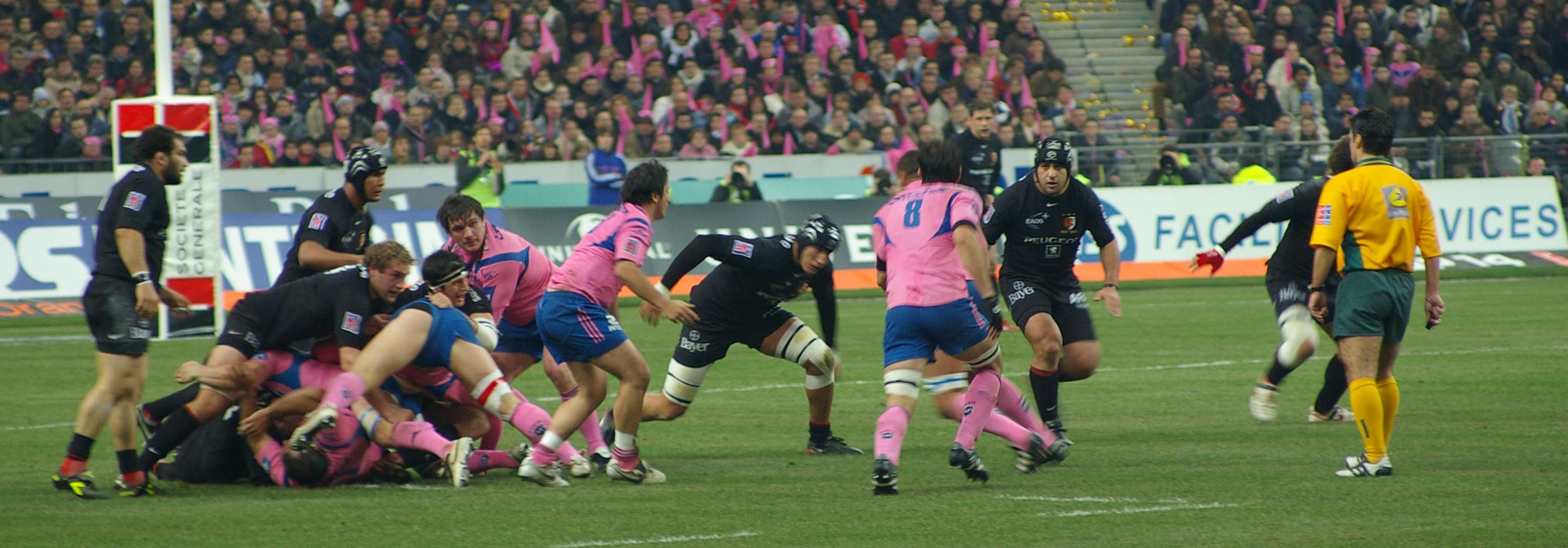
Match Stade toulousain-Stade français

Toulouse est une ville de sport, récompensée, en 1998 puis en 2007, comme la ville la plus sportive de France, par le magazine l'Équipe.
En terre de rugby, elle réussit le tour de force d'avoir, pour la saison 2010-2011, 4 clubs dans l'élite, sur les 4 sports collectifs majeurs en France. Le Stade toulousain, bien évidemment, mais également le TFC, le Toulouse Métropole Basket et le Fenix Toulouse Handball.
Théâtre des grandes compétitions européennes, comme en 2007 où le Stade toulousain, le Toulouse FC et les Spacer's se qualifiaient en coupe d'Europe. La ville accueille régulièrement la crème du sport mondial, avec, par exemple, la Coupe du Monde de Rugby 2007 et 2023, son troisième évènement sportif majeur, après le Championnat du monde de handball en 2001 et la Coupe du monde de football 1998.

## Histoire

### Histoire du rugby à Toulouse

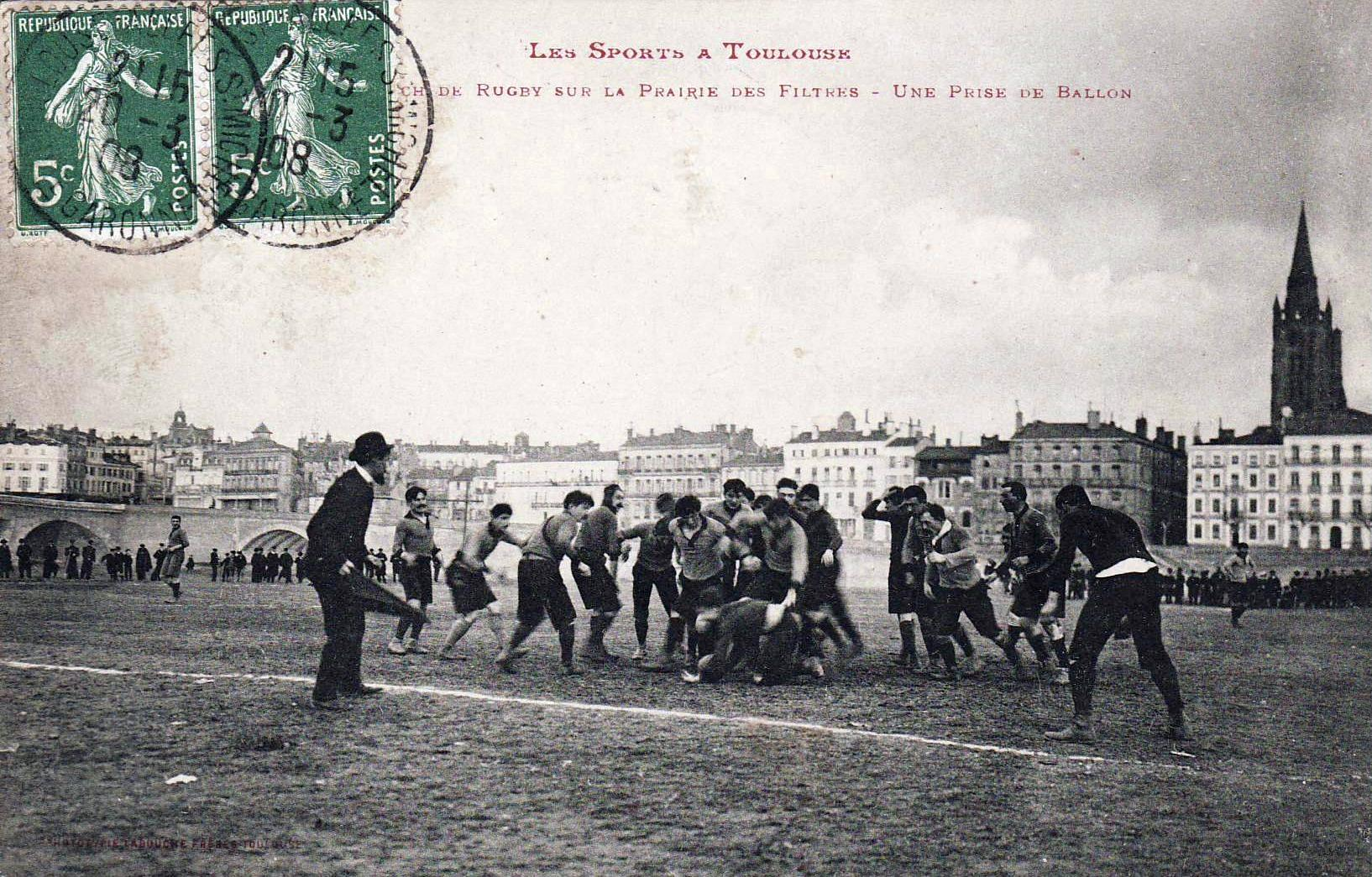
Match du Stade toulousain à la prairie des filtres en 1907.

À la fin du XIXe siècle, de la cour du lycée de la ville, le rugby s'enracine déjà dans le cœur des étudiants de la ville rose. Le SOET (Stade olympien des étudiants toulousains), qui regroupe des étudiants de toutes disciplines, est créé en 1897, alors que le sport n'est pratiqué en France que depuis quelques années.
Des 1903, le club dispute sur ses terres la finale du championnat face au Stade français.
Il s'incline néanmoins le 26 avril 1903, devant 5 000 spectateurs, sur le score de 16 à 8.
Ce n'est qu'en 1907, que le Stade toulousain voit officiellement le jour.
Avec l'achat, la même année, d'un terrain aux Ponts-Jumeaux par des notables regroupés dans l’association « les Amis du Stade toulousain ». Parmi eux Ernest Wallon et Charles Audry.
Après l'échec de sa première finale sur son terrain, en 1909, face au Stade Bordelais U.C., les Toulousains ne laissent pas passer l’occasion de conquérir pour la première fois de leur histoire le bouclier de Brennus. 1912 sera alors l'année du premier Brennus du Stade toulousain.

### AZF

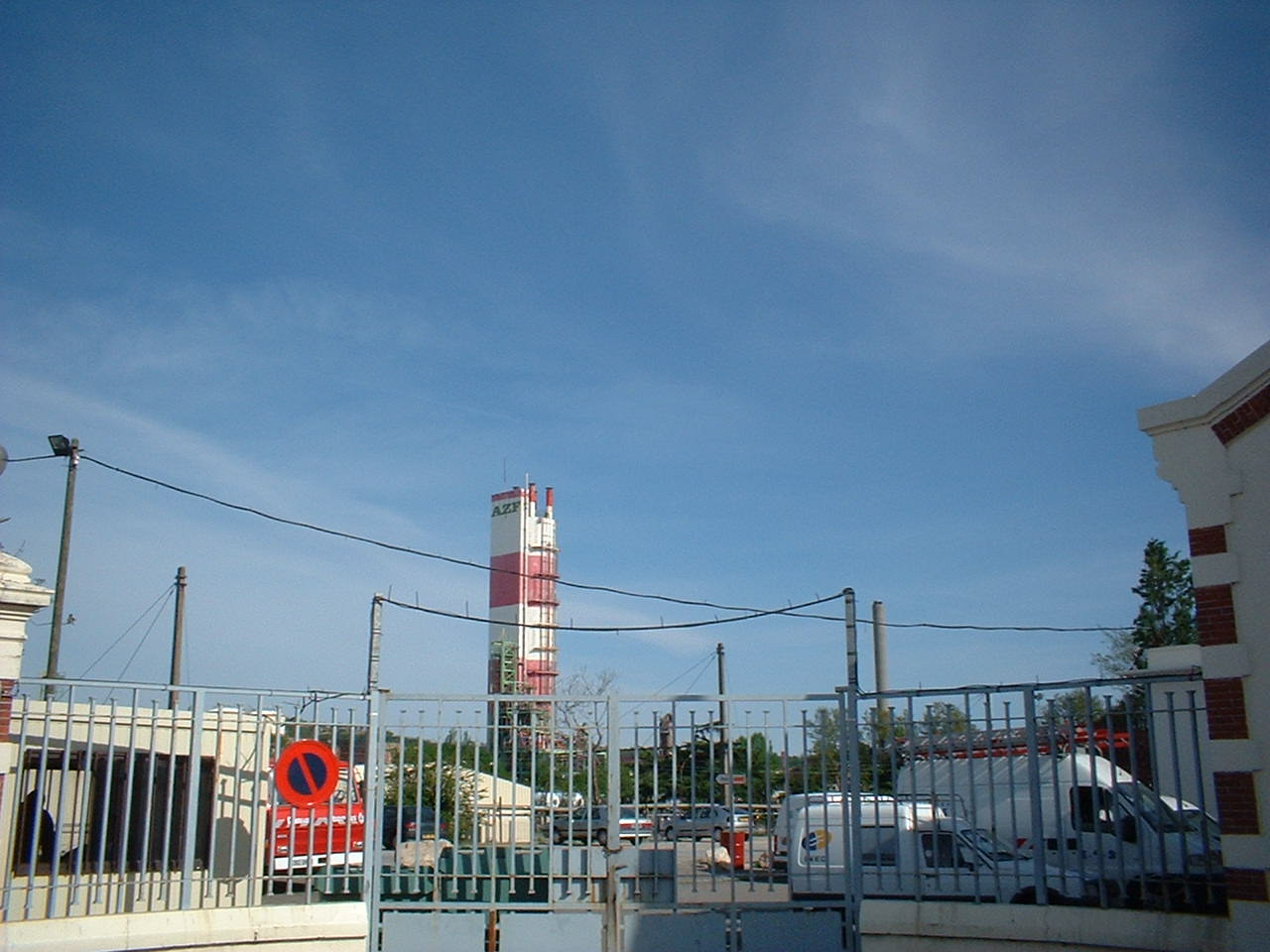
Tour de l'usine AZF.

On estime les dégâts matériels liés à l'explosion du 21 septembre 2001, de l'Usine AZF de Toulouse, à une hauteur de 2 milliards d’euros, dont 33 millions d’euros pour des bâtiments publics.
Le Stadium, situé à moins d'un kilomètre de cette dernière, a subi de très importants dégâts. Chiffrés à plus 600 000 €, il faudra environ un an de travaux pour sa remise en état. Il s'y déroula par la suite, le 30 mai 2005, un match entre l'association France 98 et le TFC. Le Téfécé remporta le match sur le score de 2 à 1 et la recette d'environ 500 000 € fut partagé entre une association parrainée par Fabien Barthez, et des projets en faveur des victimes de l’explosion de l’usine AZF.
Durant une partie des réparations, le TFC fut convié de jouer au Stade Ernest-Wallon.
Le Palais des Sports ne résista pas, lui non plus, à l'explosion. Après étude, la réparation du bâtiment fut abandonnée. Il du être détruit puis reconstruit sur le même site.
Même constat pour les piscines toulousaines, entre celles détruites et celles en entretient ou en mise en conformité, il ne restait plus que deux piscines fonctionnelles.

## Médias sportifs Toulousains
Toulouse est une ville sportive où les médias locaux sont délibérément axés sur le sport.
Avec en premier La Dépêche du Midi, qui, avec un tirage proche des 215 000, fait éloge aussi bien du Stade toulousain que du Toulouse Football Club, et consacrant une majorité de ses unes au sportif, mais aussi un journal annexe, tous les lundis, consacré exclusivement au sport régional et national.
On retrouve également le Midi olympique, ou Midol, qui a été fondé en 1929 à Toulouse et appartient au groupe La Dépêche du Midi. On y retrouve l'actualité du Rugby à XV, du Top 14 jusqu'aux amateurs de Quatrième Série, mais également l'actualité du XV de France, des féminines et des équipes juniors. Sans oublier l'actualité du Rugby à XIII et à VII. En dehors de la presse écrite, Sud Radio, dont le siège social se situe à Labège, une commune du Grand Toulouse, tire son épingle du jeu. Radio généraliste à fort accent sportif, la station propose, selon la grille 2010/2011, une émission quotidienne de rugby, Rugby et Compagnie, présentée entre autres par Jérôme Cazalbou et Daniel Herrero. Ainsi qu'un samedi après-midi entièrement consacré au sport, Sport et Compagnie, avec 9 heures de direct.
Nombre de journalistes sportifs ont Toulouse dans leurs cœurs, comme Christian Jeanpierre, banlieusard toulousain et commentateur des matchs de Ligue des champions et de l'équipe de France de Football pour TF1. Fervent supporter du Toulouse Football Club, comme Jean Resseguié, originaire de Montauban sur RMC ou Daniel Bravo et Sébastien Dupuis sur Canal+ tout comme Pascal Despeyroux sur Sud Radio. Toulouse à bien évidemment ses commentateurs de rugby, comme
Jérôme Cazalbou sur France 2 ou Fabien Pelous sur Canal+. Ces anciens sportifs reconvertis en journaliste sont très prisés, par les médias, Jean-Luc Roy par exemple, toulousain de naissance, commente aujourd'hui les Grands Prix de Formule 1 sur RMC, après cinq participations au Paris-Dakar et deux participations aux 24 heures du Mans. Tout comme Robert Barran, vainqueur Grand Prix « Martini » du meilleur article sportif en 1966, il fut également commentateur de matches internationaux télévisés, jusqu’en 1974, sur Europe 1, après avoir été Champion de France de rugby en 1947 puis Capitaine du Stade toulousain ainsi qu'entraîneur du club rouge et noir.

## Manifestations sportives
Toulouse est le théâtre de grands événements sportifs mondiaux tels que la Coupe du monde de football, la Coupe du monde de rugby 1999, 2007 et 2023, les championnats d'Europe de basket-ball ou de volley-ball, ainsi que le Championnat du monde de handball sans oublier la H-Cup, la Ligue des champions ou encore la Ligue Europa.

### Le foot à Toulouse

#### La Coupe du monde 1998
Le plus grand événement sportif que la ville a connu est sans nul doute la Coupe du Monde 1998. Toulouse a accueilli six matchs, avec une moyenne de 2,5 buts soit juste en dessous de la moyenne de la compétition, 2,67. L'affluence moyenne relevée selon la FIFA est de 33 500 spectateurs
Douze équipes foulèrent la pelouse du Stadium, dont l'équipe d'Argentine, d'Angleterre, des Pays-Bas et du Cameroun.
La ville reçut également un 1/8 de finale, Pays-Bas-Yougoslavie.
Voici un rappel des matchs disputés :
| Groupe B      | Cameroun       | 1 - 1 | Autriche    |
| Groupe H      | Argentine      | 1 - 0 | Japon       |
| Groupe C      | Afrique du Sud | 1 - 1 | Danemark    |
| Groupe G      | Roumanie       | 2 - 1 | Angleterre  |
| Groupe D      | Nigeria        | 1 - 3 | Paraguay    |
| 1/8 de finale | Pays-Bas       | 2 - 1 | Yougoslavie |

#### Les bleus et Toulouse
L'équipe de France quant à elle, disputa six matchs dans la ville rose. Si le dernier en date, de 2008, équipe de France-Paraguay, se solda par un match nul, Toulouse peut se vanter de n'avoir vu perdre qu'une seule fois l'équipe de France de football. Pour un bilan de 4 victoires, 1 nul et 1 défaite. Soit un taux de victoire supérieur à 66 % et une moyenne de 2,8 buts par matchs.
Voici un résumé des matchs de l'équipe de France à Toulouse :
| 2008 | France | 0 - 0 | Paraguay       |
| 1989 | France | 2 - 0 | Chypre         |
| 1988 | France | 2 - 1 | Suisse         |
| 1982 | France | 1 - 2 | Pays de Galles |
| 1978 | France | 2 - 1 | Iran           |
| 1926 | France | 4 - 2 | Portugal       |

#### Le TFC et son histoire
Alors que l'US Toulouse existait encore, le Bayern de Munich fut le vainqueur du Tournoi de Toulouse en 1979, le FC Barcelone participant à ce même tournoi amical, puis le Borussia Mönchengladbach en 1980.
Le Téfécé connut également ses heures de gloires au Stadium. En 1986 par exemple, les Pitchouns éliminèrent de la coupe de l'UEFA, le Naples de Diego Maradona. El Pibe de Oro manquera même le pénalty qui enverra Toulouse en Seizièmes de finale.
L'ile du Ramier verra passer les plus grands clubs européens. Le Bayer Leverkusen en seizièmes de finale de la coupe de l'UEFA 1988, futur vainqueur de l'épreuve. Le Spartak Moscou également en seizièmes de finale de la coupe de l'UEFA, le Liverpool de Steven Gerrard en 2007, demi-finaliste de la Ligue des champions de la même année. Ou encore, en 2009, le Shakhtar Donetsk en Ligue europa, tenant du titre.

#### Euro 2016
La liste des villes hôtes, annoncé le 20 mai 2011 par la FFF, exclut dans un premier temps Saint-Étienne et Toulouse au profit de Nancy et Lens.
Mais alors que les recours déposés par Saint-Étienne et Toulouse devaient être étudiés le 17 juin par la FFF, le président de l'UEFA, Michel Platini, a indiqué la veille à Nyon, le repêchage des villes de Saint-Étienne et Toulouse par le comité exécutif de l'UEFA. Ces dernières deviennent donc villes hôtes pour l'Euro 2016.
Les sites retenus pour l'Euro passent ainsi de 9 à 11.
Les travaux d'agrandissement et de mise au norme du Stadium peuvent donc commencer. D'un coût de 54  millions d'euros ils permettront d'augmenter de 8 000 places la capacité de l'enceinte.

### Le rugby à Toulouse

#### Les Coupes du Monde
En terre de rugby, la ville accueillit deux coupes du monde de rugby.
L'édition 1999, qui se déroula essentiellement au Royaume-Uni, et l'édition de 2007, en France.
En 1999, l'on assista à une avalanche d'essais pour un Canada - Namibie qui se solda par un cinglant 72 à 11. Puis un France - Fidji qui se termina par une victoire française, 28-19. Victoire qui lança le XV de France jusqu'en finale au Millennium Stadium.
Puis le 10 avril 2003, l'IRB confie pour la première fois l'organisation de la coupe du monde de rugby à XV à la France seule, par une écrasante majorité de 18 votes à 3.
Le bilan de cette coupe du monde est plutôt positif.
Tout d'abord, d'un point de vue sportif, avec une hausse des licenciées de l'ordre de 18 % au niveau régional, la région comptant ainsi 32 000 licenciés fin 2007.
Puis économique, avec une retombée de l'ordre de 48 000 € pour les 165 clubs de Midi-Pyrénées. 
Le secteur hôtelier, enregistre également des résultats positifs, avec par exemple l'hébergement sur le Grand Toulouse d'équipe participante. Comme l'équipe du Japon à Seilh, ainsi que les All-Blacks ou encore l'équipe de France pour la préparation de leur match au Stadium. L’effet « Coupe du monde de rugby » dans l’hôtellerie a été très bien ressentit, avec par exemple une augmentation net du tourisme et des nuitées dans Toulouse. On observe, par exemple, une augmentation de la clientèle française de 7 % par rapport à septembre 2006.
D'une façon générale, que la Coupe du Monde 2007 aurait permis de dégager 24 millions d’euros de bénéfice, au lieu des 5,5 prévus.
En 2007 quatre matches de poules, dont un match de l'équipe de France se déroulèrent à Toulouse :
| Poule B | Fidji    | 35 - 31 | Japon            |
| Poule D | France   | 87 - 10 | Namibie          |
| Poule C | Roumanie | 14 - 10 | Portugal         |
| Poule C | Roumanie | 8 - 85  | Nouvelle-Zélande |

#### Toulouse et le XV de France
La ville marqua à jamais l'histoire du XV de France, théâtre de ses plus grands exploits. Par deux fois elle fera tomber l'ogre néo-zélandais. 1977 restera une année bénite pour le rugby français, ou les Fouroux, Novès, Skrela ou Cholley, après un  Grand chelem acquis en grande pompe  s'offre, cerise sur le gâteaux, la peau des all-blacks, sur le score  de 18 à 13. Le  pays du long nuage blanc tomba une seconde foi, en 1995, les tricolores l'emporte alors sur le score de 22 à 15.
Si la France reste sur une défaite en contre l'Australie, en 1971, la ville rose témoigne de la victoire du XV du coq contre une autre grande nation du sud, l'Afrique du Sud, championne du monde en titre, le 13 novembre 2009, sur le score de 20 à 13.
Le bilan est plutôt positif, deux défaites et deux victoires contre la Nouvelle-Zélande, une victoire et une défaite contre l'Afrique du Sud, et une défaite conte l'Australie.
Fait intéressant, aucun des pays participants au Tournoi des 6 nations, n'a réalisés de match officiel à Toulouse.

#### Le Championnat de France et la Coupe d'Europe
Toulouse accueillit également 30 finales du Championnat de France de rugby à XV, néanmoins c'est le FC Lourdes qui comptabilise le plus grand nombre de victoires sur les terres du Stade toulousain, 6 victoires entre 1948 et 1968. Le Stade toulousain ne comptant par exemple que trois victoires. Depuis 1973, les finales du championnat se sont exclusivement déroulées a Paris, au parc des princes jusqu'en 1997 puis au Stade de France jusqu'à aujourd'hui. Toulouse fut donc la dernière ville de province à accueillir une finale du Championnat de France de rugby à XV.
Mais le Stade toulousain c'est aussi 4 Coupes d'Europe de rugby, 2 finales perdues, plus de 100 matchs disputés et surtout le plus grand nombre de participations à la compétition : 14. Autant d'année, et de spectacle au "Wallon", pour les supporters rouges et noirs.
On décompte au Stade Ernest-Wallon une demi-finale en 1995. Puis la compétition se déroula au stadium, avec 8 quarts de finale en 1997, 2000, 2003, 2004, 2005, 2006, 2008 et enfin 2010. Et 4 demi-finales en 1997, 1999, 2003 et 2010.

### Sport automobile

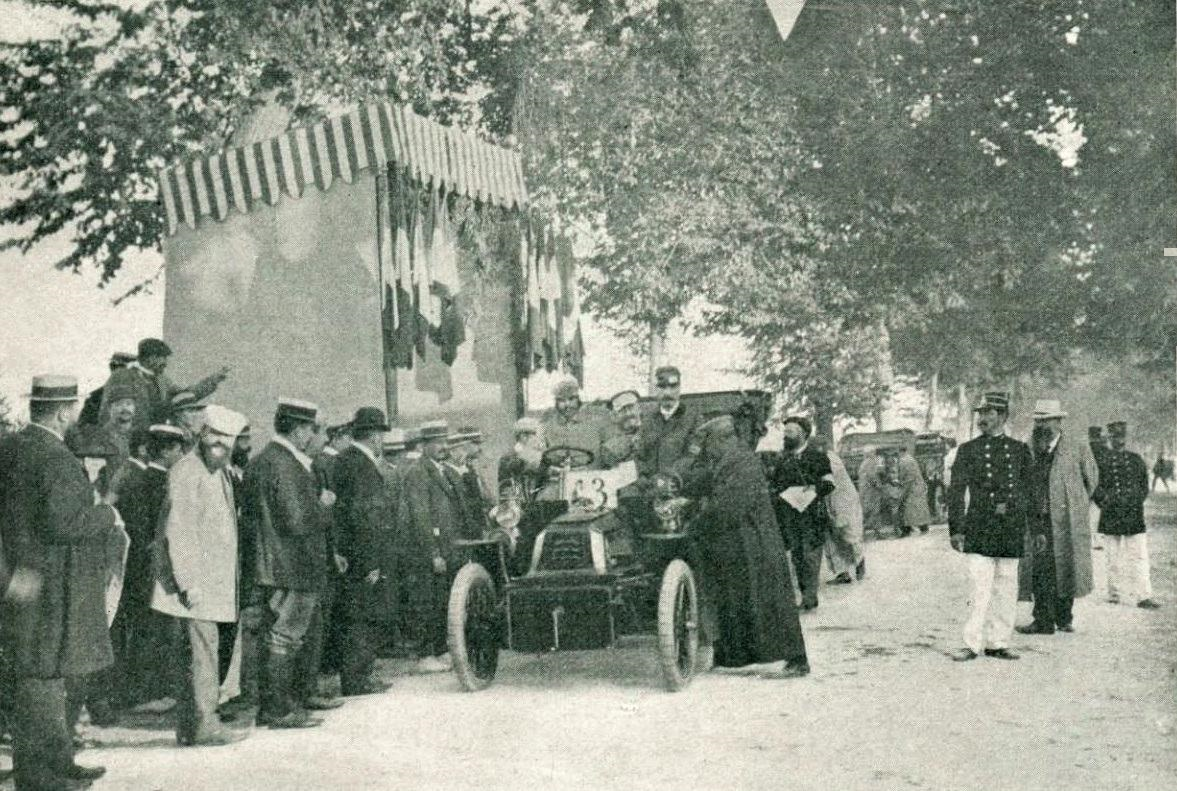
Coupe des Pyrénées automobile 1905, le départ de Toulouse le 20 août.

- Durant toute la journée du 26 juillet 1900, la course Paris-Toulouse-Paris fait étape dans la ville rose.
- La Coupe des Pyrénées 1905, 1 300 kilomètres en voitures de tourisme pour une centaine de partants, remportée par Marc Sorel sur De Dietrich (Toulouse-Béziers-Perpignan-Prades-Foix-Saint-Girons-Luchont-Argeles-Oloron-Biarritz-Bayonne-Orthez-Pau-Tarbes-Saint-Gaudens-Muret-Toulouse)

### Volley-ball
La première grande compétition de Volley-ball qui se déroula à Toulouse est le
Championnat d'Europe de volley-ball masculin de 1979.
Le palais des sports accueille alors tous les matchs des équipes de la poule C, celle de la Tchécoslovaquie, de la RDA, de la Roumanie et de la France.
Dans ce groupe c'est la Tchécoslovaquie qui tirera son épingle du jeu, première du groupe devant la France, au bout de 6 matchs à suspense. Néanmoins c'est une performance remarquable que la bande à Alain Fabiani réalisa, en s'imposant successivement 3-2 sur la Tchécoslovaquie, pourtant 5e du dernier Championnat du monde, puis 3-0 sur la RDA, 6e des derniers Jeux Olympiques et enfin en éliminant de la compétition les roumains, médaillés de bronze du Championnat d'Europe 1977.
L'URSS fut finalement sacrée Championne d'Europe, pour la 7e fois en 11 participations. La France quant à elle échouera au pied du podium, pour une 
4e place signe d'un renouveau après une triste 18e place au Championnat du monde 1974 et une timide 10e place au Championnat d'Europe 1977.

### Basket-ball
Comme pour les Championnats d'Europe de Volley-ball, tous les matchs du groupe A du Championnat d'Europe de basket-ball 1999 se déroulèrent à Toulouse.
Le groupe A est composé de la Yougoslavie, de l'équipe d'Israël, de la Macédoine et de l'équipe de France.
La Yougoslavie parait intouchable, déjà médaillée d'argent aux Jeux olympiques d'Atlanta, et Championne du monde en Grèce. La seconde place semble donc se jouer entre la France, 10e du Championnat d'Europe en 1997 et Israël, 9e de la même compétition. L'équipe de Macédoine étant promise à l'élimination.
La Yougoslavie remporta donc sans surprise ses 3 matchs, et c'est finalement l'équipe de France, qui en s'imposant 77-66 face à Israël se plaça seconde du groupe.
La compétition fut finalement remportée par l'Italie opposée ce jour-là à l'Espagne.
Le match pour la troisième place respecta la hiérarchie. La France qui était opposée à la Yougoslavie, termina ses championnats sur une défaite, 74-62.

### Handibasket
Le club d'handibasket, Toulouse Invalides Club, reçoit depuis plusieurs années un groupe de première division du tour préliminaire de la Coupe d'Europe, compétition se déroulant du jeudi au dimanche au Palais des Sports Compans-Caffarelli.

### Handball
La ville rose accueille également en 2001, le 17e championnat du monde de handball masculin.
| 1/8 de finale | Islande | 27 - 31 | Yougoslavie |
| 1/8 de finale | Espagne | 28 - 23 | Norvège     |
| 1/4 de finale | Espagne | 24 - 26 | Yougoslavie |

### Le tennis à Toulouse
Avec le Tournoi de tennis de Toulouse la ville voit passer jusqu'en 2001 les plus grands joueurs de tennis, de Yannick Noah à Jimmy Connors en passant par Guy Forget ou encore John McEnroe. Il est malheureusement réattribué, en 2003, à Metz à la suite de l'explosion de l'usine AZF et de la destruction du Palais des sports de Toulouse.
Ce n'est que pour l'édition 2003 de la Coupe Davis que Toulouse renou avec le gratin du tennis mondial.
En s'imposant à Bucarest devant la Roumanie, 4-1, la France obtient son billet pour les quarts de finale qu'elle disputera à Toulouse.
Du 4 au 6 avril 2003, en indoor hard, la bande à Guy Forget s'incline sur le score de 3-2 contre la Suisse qui tenait alors dans ses rangs un futur prodige de 21 ans, Roger Federer.
Le Palais des sports André-Brouat vu aussi passer, en 2008 et 2009, les meilleurs joueurs français, lors du Masters France. L'épreuve rassemblait les sept meilleurs joueurs de tennis professionnels français ayant obtenu le plus de points ATP à l'issue des tournois de l'Tournoi de tennis de Marseille, de l'Tournoi de tennis de Moselle, du Tournoi de tennis de Lyon et du Masters de Paris-Bercy. Un huitième joueur est convié grâce à une wild-card. Après les victoires en 2008 de Gilles Simon et en 2009 de Julien Benneteau, Le comité de direction de la Fédération française de tennis supprima le tournoi, faute de la présence des meilleurs joueurs français.

### Tour de France
26 fois ville-étape, dont la première fois en 1903, où elle a vu passer le futur vainqueur de la première édition du tour Maurice Garin.

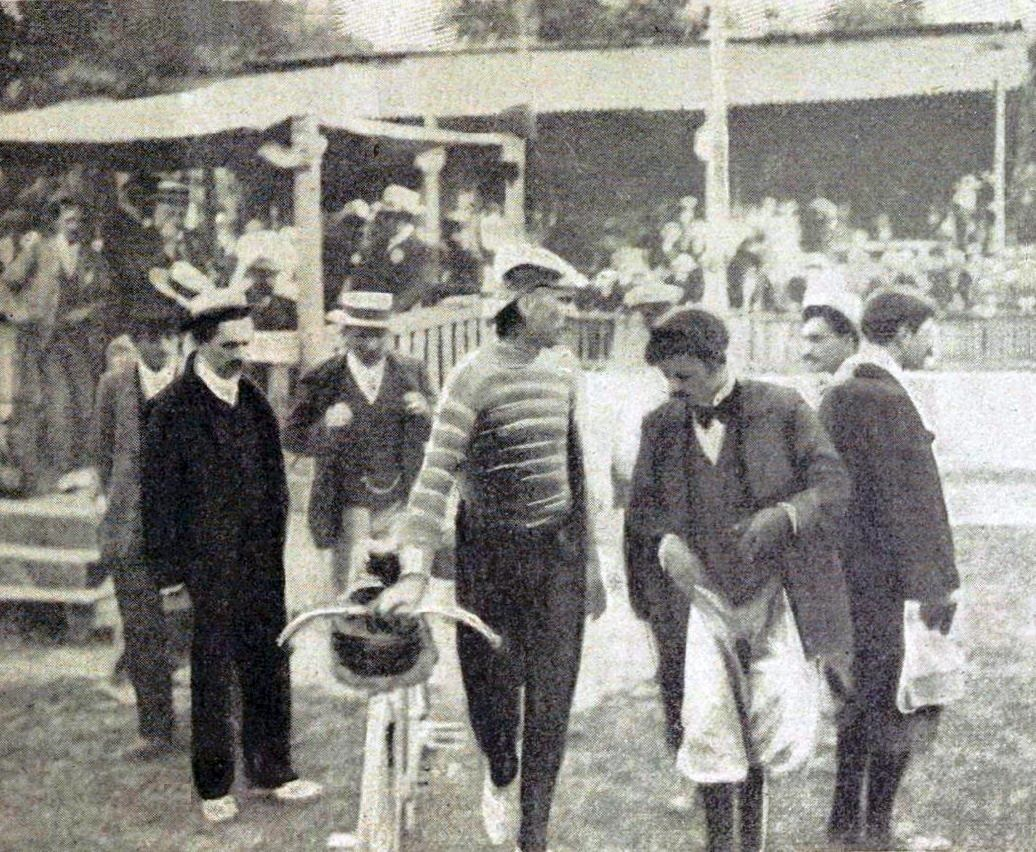
Premier Tour de France 1903, Hyppolite Aucouturier arrive avec le meilleur temps au vélodrome du Bazacle de Toulouse, le 8 juillet.

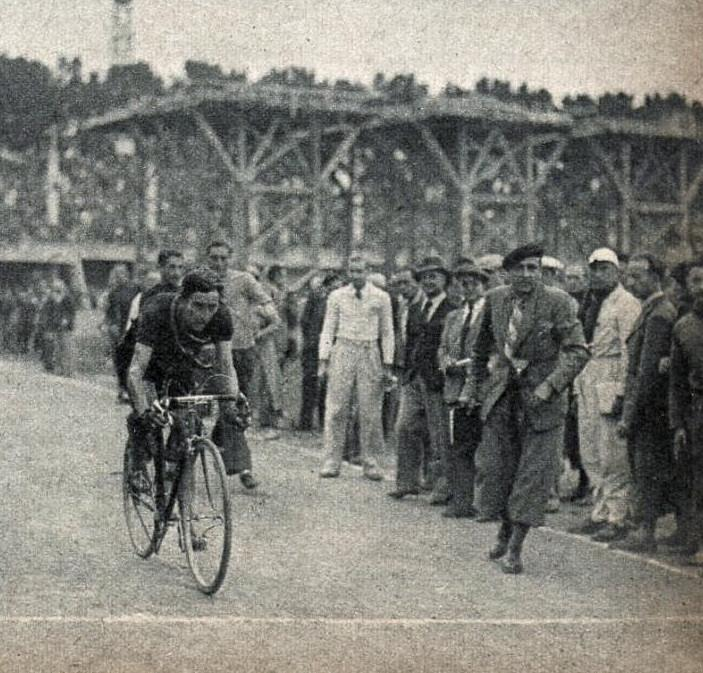
Tour de France 1939, l'arrivée du vainqueur d'étape Edward Vissers, au nouveau Stadium municipal le 19 juillet, pour une journée de repos dans la ville rose.

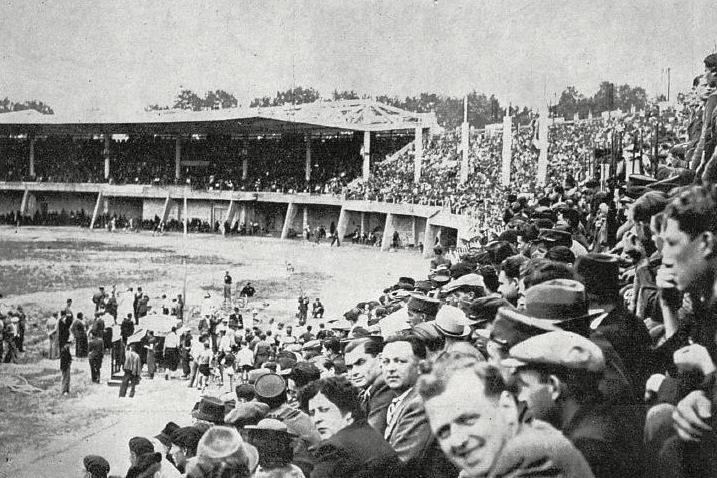
Vélodrome du Parc des Sports de Toulouse, pour l'arrivée d'étape du Tour de France 1939 - 1.

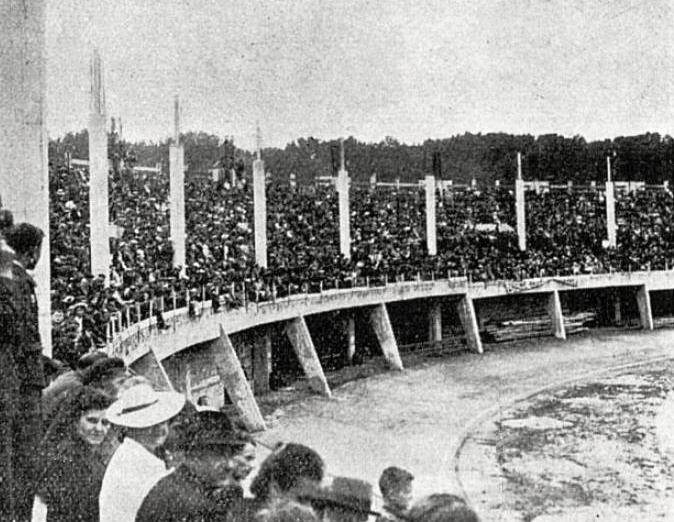
Vélodrome du Parc des Sports de Toulouse, pour l'arrivée d'étape du Tour de France 1939 - 2.

Bilan :
- France : 11 victoires
- Belgique : 6 victoires
- Italie : 4 victoires
- Allemagne : 1 victoire
- Angleterre : 1 victoire
- Espagne : 1 victoire
- Luxembourg : 1 victoire
- Australie : 1 victoire

### Sport hippique à Toulouse
Avec l'Hippodrome de la Cépière, Toulouse compte 53 réunions par an (6 courses font une réunion) et se situe au troisième rang des hippodromes français. Environ 210 courses de trot, 115 courses de plat, et 40 courses d'obstacles (Haies et Steeple chase) y sont disputées chaque année.

## Nombre de licencié par sport
On compte en Midi-Pyrénées, 90 comités régionaux ou ligues, 101 disciplines, 10 292 clubs et plus de 744 000 licenciés.
La répartition, par sports, des licenciés dans la région n'est sensiblement pas différente de la répartition nationale. Sur les sept sports les plus pratiqués dans la région tous se situent dans le top 10 national. Le Football ainsi que le Tennis, gardent par exemple les mêmes rangs, en l'occurrence, premier et second.
On remarque néanmoins que 10 % des licenciés en Rugby en France, pratiquent ce sport en Midi-Pyrénées.
| Rang | Sport       | Nombre de licenciés en Midi-Pyrénées (2009) | Rang | Sport       | Nombre de licenciés en France (2009) |
| ---- | ----------- | ------------------------------------------- | ---- | ----------- | ------------------------------------ |
| 1    | Football    | 110 139                                     | 1    | Football    | 2 225 595                            |
| 2    | Tennis      | 49 646                                      | 2    | Tennis      | 1 125 201                            |
| 3    | Pétanque    | 44 084                                      | 10   | Pétanque    | 318 847                              |
| 4    | Rugby à XV  | 36 445                                      | 8    | Rugby à XV  | 366 074                              |
| 5    | Équitation  | 28 731                                      | 3    | Équitation  | 650 437                              |
| 6    | Judo        | 24 284                                      | 4    | Judo        | 574 223                              |
| 7    | Basket-ball | 20 950                                      | 5    | Basket-ball | 449 263                              |

## Les clubs sportifs de la ville

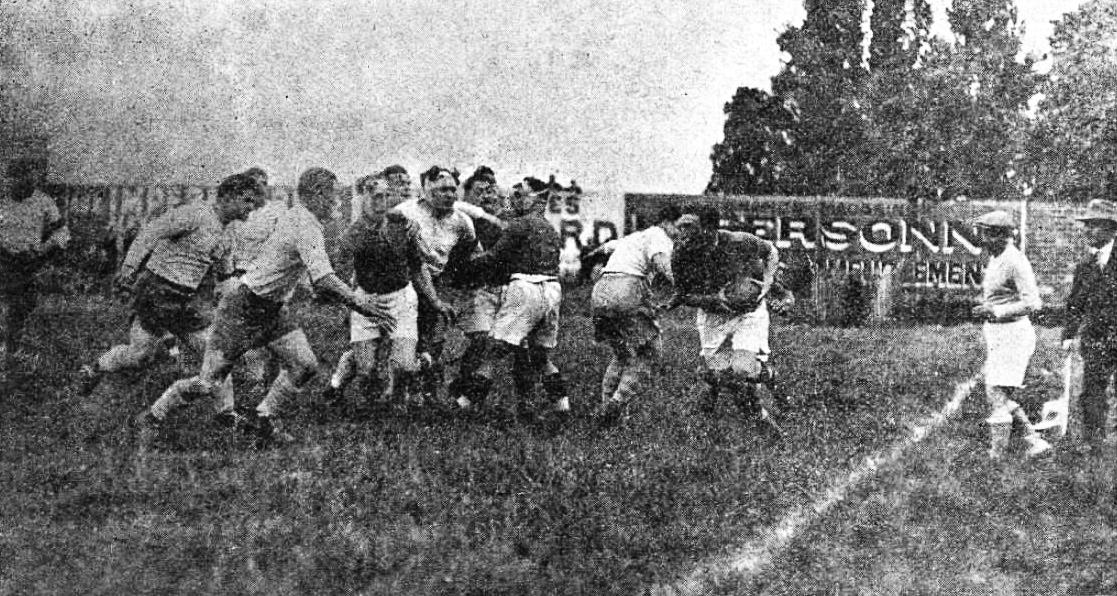
1930 (27 mai), match Sélection Stade toulousain-T.O.E.C. (foncés) - champion de France SU Agen (blancs), au Parc des Sports de Toulouse: victoire toulousaine groupée (ici l'échappée toéciste des frères Camel).

| - Stade toulousain (Rugby à XV) - Toulouse Football Club (Football) - Fenix Toulouse Handball (Handball) - Spacer's de Toulouse (Volley-ball) - Toulouse Métropole Basket (Basket-ball féminin) - Toulouse olympique XIII (Rugby à XIII) |  | - Dauphins du TOEC (Natation) - Toulouse Féminin Handball (Handball) - Stade toulousain tennis (Tennis) - Stade toulousain basketball (Basket-ball) - Bélougas de Toulouse (Hockey sur glace) - Toulouse Iron Club (handibasket) - Stade toulousain rugby féminin (Rugby à XV féminin) - Stade toulousain baseball (Baseball) |  | - Toulouse Fontaines Club (Football) - Toulouse Olympique Employés Club ex.T.O.E.C./F.C.T.T. (XV) - Section Athlétisme Toulouse Université Club (Athlétisme) - Coquelicot Toulouse Gym (Gymnastique) - TOAC Basket (Basket-ball) - Toulouse Judo (Judo) - Aviron Toulousain (Aviron) - Union des Jeunes Sportifs Toulousains (Futsal) - Ours de Toulouse (Football américain) - Stade Toulousain Pelote (Pelote basque) - Toulouse Hawks (Football australien) - Tolosa Despòrt Gaelic (Football gaélique) |

## Les clubs sportifs de la banlieue toulousaine
Le Grand Toulouse compte de nombreux clubs, dont certains de niveau national.
| - US Colomiers (rugby à XV) - Blagnac sporting club rugby (rugby à XV) - Saint-Orens rugby féminin (rugby à XV féminin) - Balma Sporting Club (football) |  | - Blagnac FC (football) - Avenir castanéen rugby (rugby à XV) - AS Tournefeuille (rugby à XV) - ASU Rugby XV (l'Union) (rugby à XV) |

## Les principaux équipements sportifs toulousains

### Stades
On trouve dans la ville deux enceintes sportives de plus de 19 000 places: 
- Avec 33 150 places, le Stadium de Toulouse est le plus grand stade de Toulouse. Il accueille l'équipe du TFC ainsi que les grands matches de rugby du Stade toulousain en H Cup ou encore en Top 14. La dernière rénovation s'est déroulée en 2015-2016 pour accueillir l'Euro 2016.

- Le Stade Ernest-Wallon avec ses 19 500 places, est le stade qui voit évoluer en saison régulière le Stade toulousain.

- Le stade des Minimes est le stade du Toulouse Olympique XIII, d'une capacité actuelle de 7 000 places. Sa capacité devrait cependant passer a plus de 10 000 places dans le but pour le club d'accéder à la Super league.

- On trouve dans la banlieue, à Colomiers, le Stade Michel-Bendichou, d'une capacité de 11 000 places. L'US Colomiers, club de Pro D2 y évolue.

- Le Stade Ernest-Argelès (2 000 places), à Blagnac, est quant à lui le stade du Blagnac SCR, évoluant actuellement en Fédérale 1.

### Palais des sports
D'une capacité maximale de 4 397 places, le Palais des sports André-Brouat, est utilisé par le Fenix Toulouse Handball, les Spacer's Toulouse Volley et l'UJS Toulouse.
Le Gymnase Compans-Caffarelli, ou Petit palais des sports, lui est accolé. Avec une capacité d'environ 2 200 places, il accueille le Toulouse Métropole Basket (féminin) et le Toulouse Basket Club (masculin).

### Patinoires
- La patinoire Jacques-Raynaud, située à Blagnac, possède une capacité de 1 200 places assises. Elle est utilisée par le Toulouse Blagnac Hockey Club.

- La patinoire municipale Bellevue, d'une surface de glace de 600 m2[31]
- La patinoire Alex-Jany située dans le quartier des Argoulets qui a ouvert en 2011 d'une surface de 60 mètres sur 30 et qui peut accueillir 900 personnes[32].

### Golf
l'agglomération possède 5 golfs 18 trous et 3 de 9 trous : 
- Golf de Toulouse-Seilh, le plus grand de la région[23], avec deux parcours de 18 trous :
  - un parcours rouge international, 18 trous par 72 de 6 331 m,
  - un parcours jaune, 18 trous par 64 de 4 174 m ;
- Golf de la Ramée, qui possède un parcours :
  - un parcours 18 trous par 70 sur 5 650 m.
- Golf de Vieille-Toulouse
  - un parcours de 18 trous3, par 70, longueur 5 314 m
- Golf de Téoula
  - un parcours de 18 trous, par 69, longueur 5406 m
- Golf de Palmola
  - un parcours de 18 trous, par 72, longueur 6156 m
- Golf Saint-Gabriel Montrabé, qui possède également deux parcours :
  - un parcours débutant, 3 trous,
  - un parcours 9 trous par 35 sur 2 850 m.
- Golf de Garonne Toulouse (Sept Deniers)
  - un parcours 9 trous practice (35 postes)
- UGOLF Toulouse Lou Verdaï Roques
  - un parcours 9 trous par 35 sur 2 793 m.

## Budget
Le budget pour 2010, adopté le 18 décembre 2009, par le conseil municipal toulousain, alloue une part importante au sport.
50 millions d'euros seront en effet investit pour le sport et la jeunesse. La masse concernant l'éducation, la culture, le sport et la jeunesse, représentant 47 % des dépenses, soit 247 millions d'euros.

## Palmarès
La liste suivante propose les principaux titres, nationaux et internationaux, remportés par des équipes locales, clubs ou sportifs de Toulouse.

### Palmarès en compétition nationale ou internationale
Basket-ball en fauteuil roulant (handibasket)
- Toulouse Iron Club
  - Champion de France Nationale A : 2004 et 2007
  - Coupe de France : 2003, 2004 et 2006
  - Coupe d'Europe des clubs champions :  3e place en 2004

Rugby
Rugby à XV
- Stade toulousain[34]:
  - 24 Championnat de France 1912, 1922, 1923, 1924, 1926, 1927, 1947, 1985, 1986, 1989, 1994, 1995, 1996, 1997, 1999, 2001, 2008, 2011, 2012, 2019, 2021, 2023, 2024 et 2025.
  - 6 Coupe d'Europe : 1996, 2003, 2005, 2010, 2021 et 2024.
  - 3 Coupe de France : 1946, 1947 et 1984.
  - 5 Challenge Yves du Manoir :  1934, 1988, 1993, 1995 et 1998.

- Colomiers rugby[35]:
  - 1 Challenge européen : 1998

Rugby à XIII
- Toulouse olympique XIII[36]:
  - 6 Championnat de France Élite 1 : 1965, 1973, 1975, 2000, 2014 et 2015.

  Football

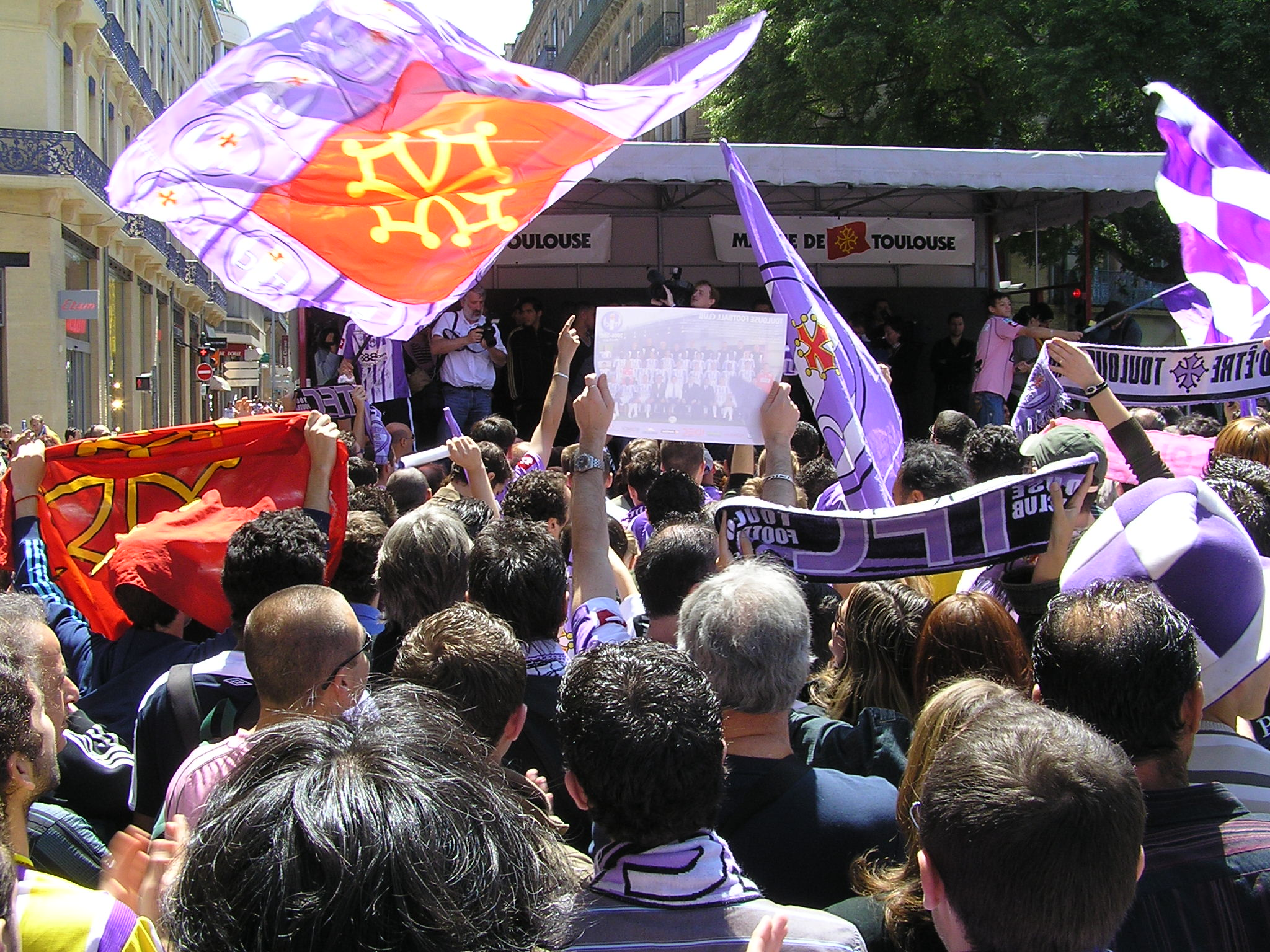
Supporters du TFC

- Toulouse Football Club (1937-1967)[37]:
  - 1 Coupe de France de football : 1957
  - 2 Championnat de France de football de deuxième division : 1946[Note 5], 1953.
- Toulouse Football Club (1970-...)[38]:
  - 3 Championnat de France de football de deuxième division : 1982,  2003 et 2022.
  - 1 Coupe de France de football : 2023.

- Toulouse Football Club (féminines)
  - 4 Championnat de France[39]: 1999, 2000, 2001 et 2002

 Natation
- Dauphins du TOEC[40]:
  - 282 titres de champion de France individuel et relais.
  - 408 records de France individuels et relais
  - 11 titres de champion de France Interclubs
  - Premier club au classement élite de 1995 à 2002

 Handball
- Toulouse Handball[41]:
  - 1 Coupe de France :  1998

 Aviron
- L'Aviron Toulousain[42]:
  - 33 champions de France
  - 1 champion du monde
  - 4 participations aux Jeux olympiques
    - dont une médaille de bronze en 4 de couple.

 Sport automobile
- Jean-Philippe Dayraut[43]:
  - 3 victoires au  Trophée Andros : 2009, 2010 et 2011
  - 1 Championnat du monde de course sur glace (IRSI) : 2003
  - 4 Championnat de France dans diverses catégories : 1999, 1999, 2001 et 2004

 Sport motocycliste
- Mike Di Meglio[44]:
  - 1 Championnat du monde moto catégorie 125 cm3 : 2008

 Ski nautique
- Anaïs Amade[45]: 
  - 3 titres de championne d'Europe en slalom : 2004, 2007, 2009
  - 1 médaille d'argent aux championnats du Monde : 2009

 Pelote basque
- Thomas Iris et Sylvain Bréfel[46]: 
  - 1 titre de champion du monde de Pala Corta: 2010
  - 1 médaille d'argent au championnat du monde de Pala Corta : 2006

 Boxe anglaise
- Pierre Montané :
  - 1 titre de Champion d’Europe EBU des poids légers : 1951
  - 2 titres de champion de France de boxe amateur : 1948 et 1950
  - 140 victoires sur 150 combats.

 Boxe française
- Modibo Diarra
  - 3  titres de champion du Monde de boxe française : 2007, 2009, puis juin 2019 en 63,5kg
  - 2  titres de champion d'Europe de boxe française : 2008 et 2010
  - 7 titres de champion de France de boxe française
- Bertrand Soncourt
  - 1  titre de champion du Monde de boxe française : 1991

 Taekwondo
- Julien Van Phuong Le[47],[48] :
  - 1 médaille d'or au championnat d'Europe : 2008
  - 1 médaille de bronze au championnat du monde : 2010

### Palmarès olympique
Jeux olympiques d'été de 2004
Une nageuse toulousaine s'illustrera particulièrement lors de ces Jeux :
- Solenne Figuès : 
  -  Médaille de bronze du 200 m nage libre

Jeux paralympiques d'hiver de 2006
Une toulousaine hémiplégique de seulement 18 ans, éclabousse Turin de ces 4 médailles olympiques, plus du tiers des médailles françaises:
- Solène Jambaqué :
  -  Médaille d'or de la descente catégorie debout
  -  Médaille d'or du Super-G la descente catégorie debout
  -  Médaille d'argent en slalom catégorie debout
  -  Médaille de bronze du géant catégorie debout

Jeux olympiques d'été de 2008
Ces sportifs toulousains se sont distingués aux Jeux olympiques d'été de 2008 à Pékin :
- Christophe Kempé :
  -  Champion olympique de handball
- Jean-Christophe Péraud :
  -  Vice-champion olympique de cross-country
- Cédric Berrest :
  -  Médaille de bronze en quatre de couple
- Benjamin Boukpeti :
  -  Médaille de bronze de Canoë-kayak

Jeux paralympiques d'hiver de 2010
La jeune skieuse de Peyragudes, de 20 ans à peine, déjà quadruple championne olympique, ramène encore en ces Jeux le tiers des médailles tricolores:
- Solène Jambaqué :
  -  Médaille d'argent de la descente catégorie debout
  -  Médaille d'argent du super combiné de la catégorie debout

Jeux olympiques d'été de 2016
- Astier Nicolas :
  -  Champion olympique du concours complet d'équitation par équipe
  -  Médaille d'argent du concours complet en individuel
- Sofiane Oumiha :
  -  Médaille d'argent de boxe poids légers
- Thibault Colard :
  -  Médaille de bronze en quatre sans barreur

## Sportifs toulousains célèbres

### Football
| - Blaise Matuidi - Philippe Mexès - Stéphane Trévisan - David Jemmali - Nicolas Bayod |  | - Daniel Congré - Gaël Clichy - Jean Petit - Sofyane Cherfa - Christophe Mandanne |  | - Daniel Bravo - Jean-Louis Akpa Akpro - Cheikh M'Bengue - Cédric Fauré - Aurélien Mazel |  | - Mathieu Peybernes - Mehdi Nafti - Jean-Daniel Akpa Akpro - Jimmy Algerino - Julia Dany - Marie-Ange Kramo |  |  |

### Rugby
| - Augustin Pujol - Patrick Tabacco - David Skrela - Jean-Luc Sadourny - Jean-Marc Doussain - Fabien Pelous |  | - Guy Novès - Jean-Pierre Rives - Frédéric Michalak - Maxime Médard - Christian Lanta - Xavier Garbajosa |  | - Jérôme Cazalbou - Serge Laïrle - Nicolas Durand - Philippe Carbonneau - Éric Béchu - Cédric Garcia |  | - Christophe Deylaud - Guillaume Boussès - Pierre Danos - Lionel Mazars |  |  |

### Autres sports
| - Maurice Larrouy - Jean-François Dellac - Stéphanie Lannes-Jean - Johanna Lombardo - Pierre Derouillon - Sébastien Noirot - Yannick Souvré - Gaëlle Skrela |  | - Anne-Sophie Barthet - Solène Jambaqué - Jean-Christophe Péraud - Jean-Marc Manfrin |  | - Gabrielle Meyer - Astier Nicolas - Pierre Montané - Sofiane Oumiha |  | - Xavier Lapeyre - Olivier Pla - Jean-Philippe Dayraut - Mike Di Meglio - Lucas Puig |  |  |

### Sports mentaux
- Marc Santo-Roman -  Raoul Delhom.

## Sportifs célèbres ayant évolué à Toulouse

### Football
| - Fabien Barthez - Christophe Galtier - Beto Márcico - Élie Baup - Paulo Machado - André-Pierre Gignac - Emmanuel Rivière |  | - Lamine Diatta - Jean-Philippe Durand - Étienne Didot - Guy Lacombe - Colin Kazim-Richards - Rolland Courbis |  | - Hérita Ilunga - Vincent Candela - Philippe Bergeroo - Yannick Stopyra - Johan Elmander - Alain Casanova |  | - Angel Marcos - Dominique Rocheteau - Gérald Passi - Philippe Montanier - Jean-François Domergue - Just Fontaine |  | - François Clerc - Achille Emana - Vagiz Khidyatulline - László Bálint - Alberto Tarantini - Jacques Santini |  |  |

### Rugby
| - Émile Ntamack - Yannick Jauzion - Omar Hasan - Christian Califano - Franck Tournaire - Cédric Heymans - William Servat |  | - Christian Labit - François Borde - Vincent Clerc - Salvatore Perugini - Pierre Villepreux - Jean-Claude Skrela - Thierry Dusautoir |  | - Byron Kelleher - Denis Charvet - Marcel-Frédéric Lubin-Lebrère - Thomas Castaignède - Éric Bonneval - Florian Fritz - Patricio Albacete |  | - Yannick Bru - Dominique Harize - Franck Belot - Gareth Thomas - Claude Portolan - Adolphe Jauréguy - Luke McAlister |  | - Jean-Baptiste Élissalde - Sylvain Dispagne - Rob Andrew - Henri Galau - Clément Poitrenaud - Rupeni Caucaunibuca - Gurthrö Steenkamp |  |  |

### Natation
| - Malia Metella - Alex Jany - Coralie Balmy - Alexianne Castel |  | - Ophélie-Cyrielle Étienne - Jean Boiteux - Alfred Nakache - Camille Heitz |  | - Nicolas Rostoucher - Xavier Marchand - Solenne Figuès |  |  |

### Handball
| - Daouda Karaboué - Bruno Martini - Claude Onesta |  | - Yohann Ploquin - Stéphane Plantin - Christophe Kempé |  | - Jérôme Fernandez - Valentin Porte - Frédéric Perez - Cédric Sorhaindo |  |  |

### Autres sports
| - Cédric Berrest - Julien Bahain - Matthieu Androdias - Thibault Colard - Emilie Gomis |

### Sports mentaux
- Thierry Delmotte -  Papa Cissé.